# Ginkgolid
Ginkgolidi su biološki aktivni terpenski laktoni prisutini u Ginkgo biloba. Oni su diterpenoidi sa 20 ugljenika u skeletonu, koji je biosintetisan iz geranilgeranil pirofosfata.
|   | 1 | 2 | 3 |
| A |   |   |   |
|   |   |   |   |
|   |   |   |   |
|   |   |   |   |
|   |   |   |   |

Smatra se da je gingkolid B efektivan u preventivnim tretmanima za smanjenje učestalosti napada migrene.

## Vidi jiš
- Bilobalid

## Literatura
1. ↑  Niels H. Andersen; Niels Johan Christensen; Peter R. Lassen; Teresa B.N. Freedman; Laurence A. Nafie; Kristian Strømgaard; Lars Hemmingsen (2010). „Structure and absolute configuration of ginkgolide B characterized by IR- and VCD spectroscopy”. Chirality. 22 (2): 217—223. doi:10.1002/chir.20730.

|  | Molimo Vas, obratite pažnju na važno upozorenje u vezi sa temama iz oblasti medicine (zdravlja). |